# Rifugio Achille Papa
Il rifugio generale Achille Papa è situato alle Porte del Pasubio, a 1928 m sul massiccio omonimo, alla testata della Val Canale, in posizione panoramica sul versante meridionale del monte ed è intitolato al generale Achille Papa.

## Storia

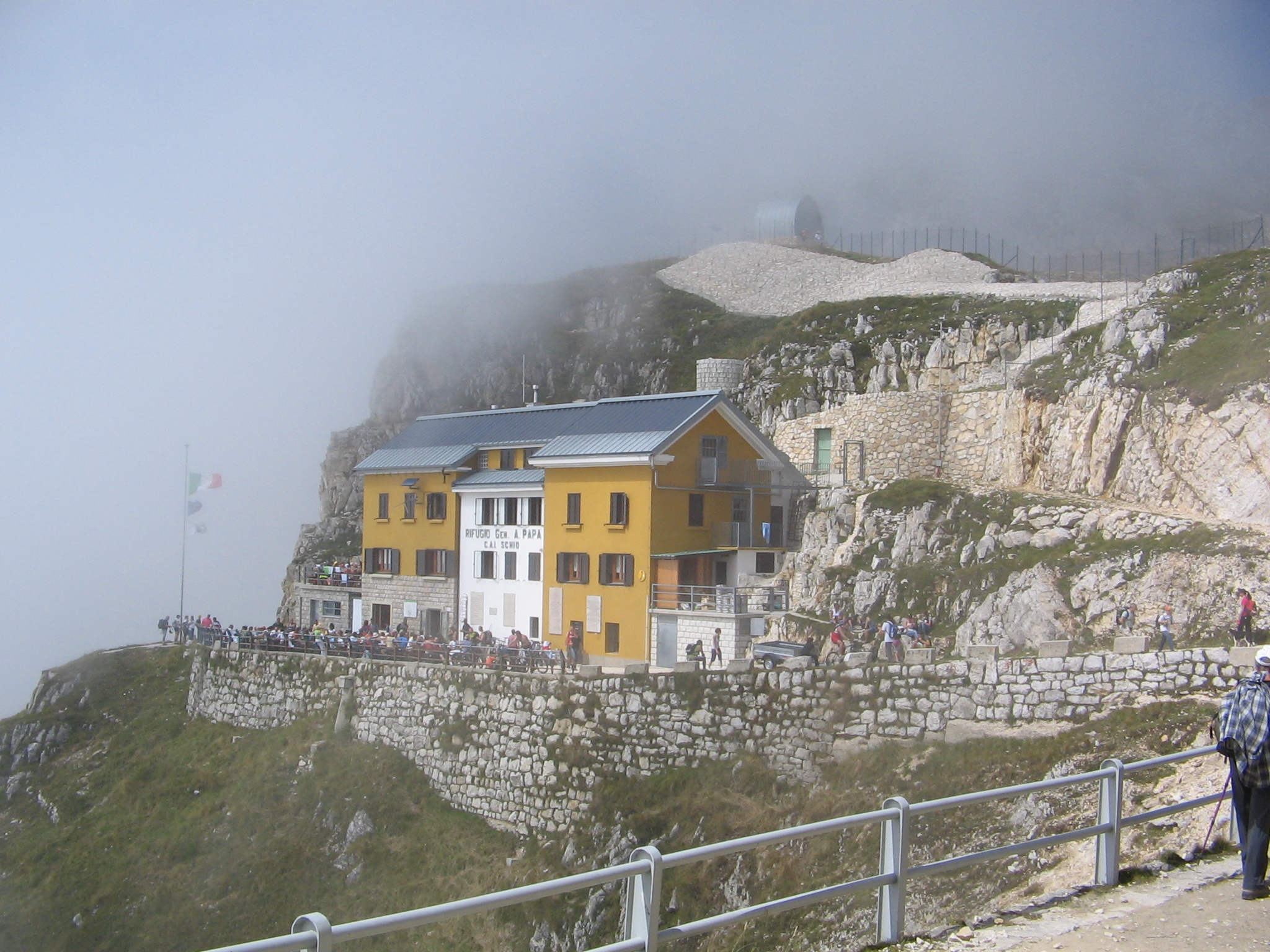
Il rifugio

Costruito nel 1921 su quello che rimaneva di un ricovero in muratura dei baraccamenti della prima guerra mondiale denominati el Milanin, situati al riparo dal tiro dell'artiglieria austriaca.
Sulla sua facciata sono incastonate alcune lapidi, come il comunicato in seguito alla cruentissima battaglia del 2 luglio 1916, in cui l'esercito italiano respinse a fatica la vigorosa avanzata austro-ungarica e la poesia della poetessa scledense Romana Rompato che recita:
e il mistero dei cieli.»

## Caratteristiche e informazioni

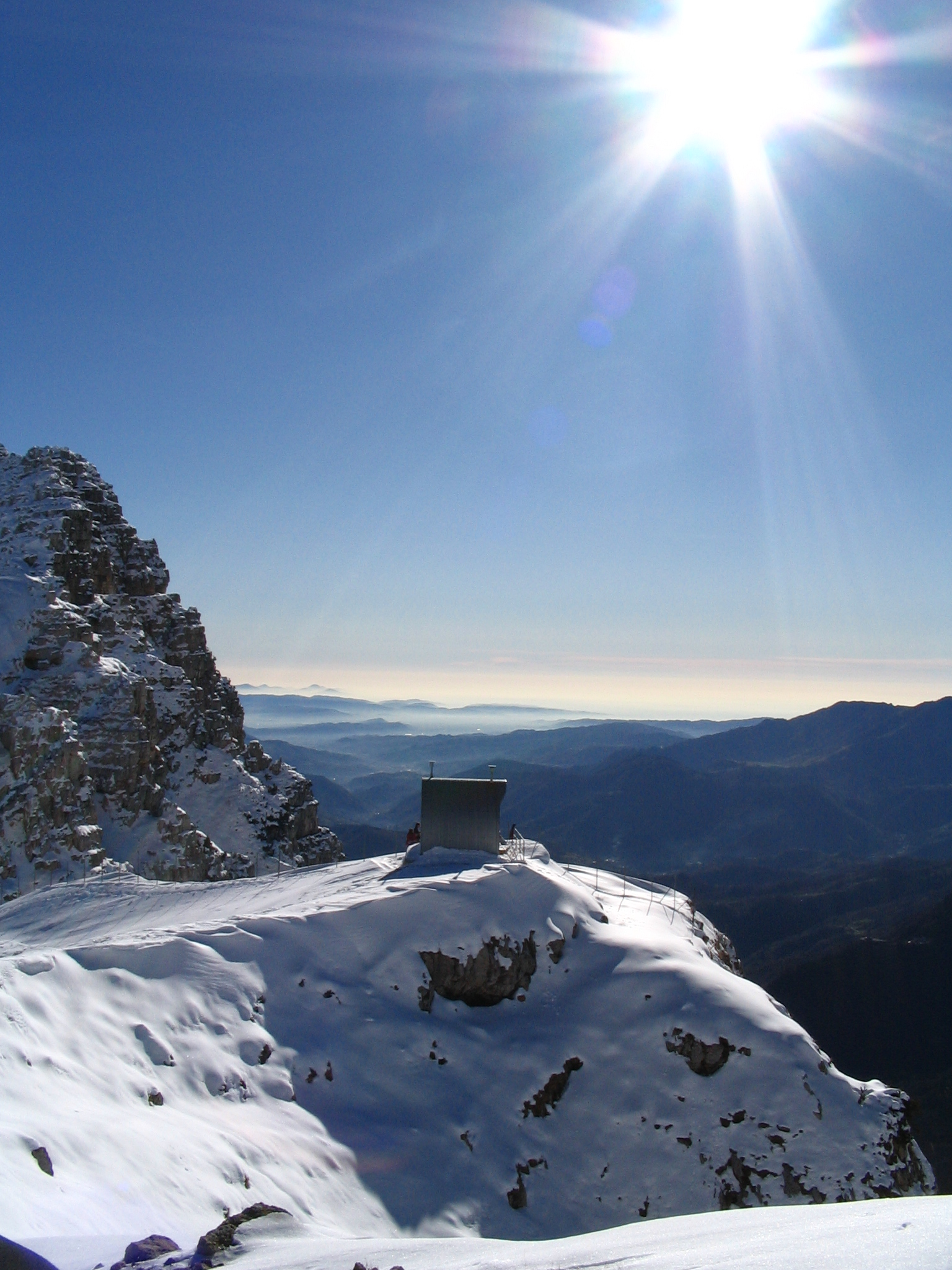
Il bivacco Marzotto-Sacchi, alle Porte del Pasubio

Nel corso degli anni ha subito varie opere di rimodernamento e restauro e oggi il Rifugio Papa, proprietà del CAI di Schio, con 60 posti letto, è un rifugio aperto per tutto il periodo estivo, da giugno a ottobre, e nei week-end fino a metà  novembre.
Pochi metri sopra il rifugio stesso è accessibile il bivacco Marzotto-Sacchi, voluto dalle famiglie dei due giovani Giuseppe Marzotto e Franco Sacchi dopo la loro prematura morte. Il bivacco può ospitare 7 persone su due piani, dotato di soli materassi ed è comprensivo di tavolo.

## Accessi
- Da Bocchetta Campiglia (1216 m) attraverso strada delle 52 gallerie, 3 ore e mezza
- Da Bocchetta Campiglia (1216 m) attraverso la rotabile strada degli Scarubbi
- Da Pian delle Fugazze (1163 m) per rotabile della Val Fieno, strada degli Eroi

## Traversate
- al rifugio Vincenzo Lancia per il monte Roite, Denti, cima Palon 3,30 ore segnavia 105
- al rifugio Vincenzo Lancia per la sella dei Campiluzzi e Sette Croci 2,30 ore segnavia 120
- al passo della Borcola per s. 120,121 e 147, 3,30 h circa.